# حسن بلخاری
حسن بلخاری قهی (زادهٔ ۱۳۴۱ قهی اصفهان) نویسنده، پژوهشگر و استاد دانشگاه اهل ایران و عضو پیوسته فرهنگستان هنر ایران است که در زمینهٔ فلسفه هنر و مطالعات زیبایی‌شناسی و حکمت شرق فعالیت می‌کند. بلخاری همچنین استاد تمام و مدیر گروه مطالعات عالی هنر در پردیس هنرهای زیبای دانشگاه تهران و نیز عضو هیئت علمی دانشگاه تهران است.
او در آذر ماه ۱۳۹۸ به عنوان پژوهشگر برجسته دانشگاه تهران و در آذرماه ۱۳۹۴ به عنوان پژوهشگر برتر کشوری در رشته هنر و معماری و نیز در آذر ماه ۱۳۹۵ به عنوان پژوهشگر نمونه دانشگاه تهران برگزیده شد. همچنین او در اسفند ۱۳۹۹ به عنوان رئیس کمیسیون هنر و معماری شورای عالی علوم، تحقیقات و فناوری کشور (عتف) انتخاب گردید. وی همچنین در بهمن ماه ۱۳۹۸ با حکم وزیر فرهنگ و ارشاد اسلامی به عضویت شورای بازبینی فیلمهای سینمایی کشور و نیز در آبان ماه ۱۴۰۰ به عضویت شورای فرهنگی و علمی آستان قدس رضوی درآمد. او تا به حال نزدیک به ۳۰ کتاب و ۱۸۰ مقاله در حوزه هنر و زیبایی‌شناسی تألیف نموده‌است.

## زندگی‌نامه
او در سال ۱۳۴۱ در روستای قهی شهرستان هرند استان اصفهان زاده شد. پدر و پدر بزرگش از روحانیان بودند. او پس از گذراندن تحصیلات ابتدایی و دریافت مدرک کارشناسی خود در سال ۱۳۷۰، موفق شد تا مدرک کارشناسی ارشد خود را در رشته فلسفه و عرفان در سال ۱۳۷۵ و نیز دکترا خود را در رشته فلسفه هنر و زیبایی‌شناسی از دانشگاه همدرد شهر دهلی نو کشور هند (به اردو: جامعہ ہمدرد) در سال ۱۳۸۴ کسب کند. عنوان رساله دکتری او تجلی وحدت وجود در هنر و معماری ایران و هندوستان (مطالعه تطبیقی) (به انگلیسی: The manifestation of unity of existence in art and architecture of iran and india (a comparative study)) بوده‌است که از این رساله، دو مقاله با عنوان‌های قوه خیال و عالم مثال در آرا و اندیشه امام محمد غزالی و جایگاه کیهان‌شناختی دایره و مربع در معماری مقدس (اسلامی) به‌طور مستقیم استخراج شده‌اند.
حیطه اصلی مطالعات و تحقیقات او، بیشتر در زمینه فلسفه هنر و زیبایی‌شناسی، مبانی عرفانی هنر و معماری اسلامی و حکمت هنر شرق است که در این زمینه‌ها بیش از ۳۰ کتاب تألیف و ترجمه کرده‌است؛ او همچنین بیش از ۱۵۰ مقاله پژوهشی علمی فارسی و لاتین در نشریات و همایش‌های داخلی و بین‌المللی به چاپ رسانیده‌است.
حسن بلخاری سمت‌هایی همچون عضویت حقیقی شورای قطب‌های علمی کشور، عضویت حقیقی کمیسیون نشریات علمی کشور، عضویت در شورای عالی آموزش و پژوهش کتابخانه ملی ایران، عضویت در هیئت امنای مجمع جهانی شهر اسلامی، ریاست کرسی هنر در هیئت حمایت از کرسی‌های نظریه‌پردازی و عضویت در کمیسیون هنر و معماری دبیرخانه شورای عالی انقلاب فرهنگی را بر عهده داشته و دارد؛ همچنین او عضو هیئت داوری بخش اصلی بیست و هفتمین دوره جشنواره فیلم فجر در سال ۱۳۸۷ و نیز عضو هیئت داوری بخش نگارگری سومین جشنواره هنرهای تجسمی فجر در سال ۱۳۸۹ بوده‌است.
بلخاری همچنین تا سال ۱۳۸۹، ریاست پژوهشکده هنر فرهنگستان را بر عهده داشته که با روی کار آمدن محمدعلی معلم دامغانی، ریاست جدید فرهنگستان هنر از این مقام خود استعفا داد که دامغانی در آن زمان استعفا را نپذیرفت و سرانجام در فروردین ۱۳۸۹، معلم دامغانی او را از این سمت برکنار و هادی ربیعی را جایگزین او کرد.
او در سال ۱۳۹۰ به همراه پنج‌تن دیگر، به عنوان چهره ماندگار شهر تهران انتخاب شد.
او در مهر ماه سال ۱۳۹۲، به عضویت شورای پژوهش مرکز گسترش سینمای مستند و تجربی درآمد.
او در تاریخ ۱۶ بهمن ۱۳۹۲، نامزدی خود را برای کسب مقام ریاست فرهنگستان هنر ایران اعلام کرد و در تاریخ ۲۰ بهمن ۱۳۹۲، به همراه سید محمد بهشتی رسماً به عنوان نامزدهای کسب مقام ریاست این فرهنگستان و جانشینی علی‌معلم دامغانی معرفی شدند.

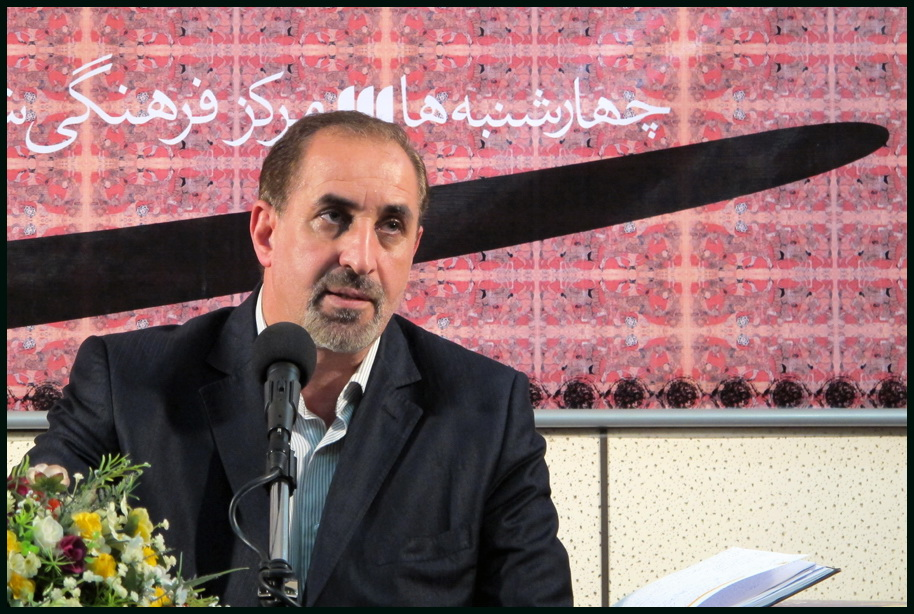
حسن بلخاری در ژوئن ۲۰۱۳

او در تاریخ ۵ بهمن ۱۳۹۳، به همراه چهار تن دیگر از سوی دبیرخانه جشنواره فیلم فجر، به عنوان عضو هیئت داوری بخش نگاه نو سی و سومین دوره جشنواره فیلم فجر انتخاب شد.
او در سال ۱۳۹۴، به عنوان دبیر اولین جشنواره فیلم ۱۸۰ ثانیه ای پاسارگاد انتخاب شد و به فعالیت پرداخت. اختتامیه این جشنواره فیلم کوتاه در تاریخ ۲۶ دی ۱۳۹۴ در مرکز همایش‌های برج میلاد تهران، با معرفی برگزیدگان و تجلیل از آنان به کار خود پایان داد.
او همچنین در سال ۱۳۹۵، به عنوان دبیر دومین جشنواره فیلم ۱۸۰ ثانیه ای پاسارگاد و نیز یکی از اعضای هیئت داوران این جشنواره انتخاب شد و به فعالیت پرداخت.
بلخاری در خرداد ماه ۱۳۹۶ به عضویت شورای علمی مدرسه عالی سینماو در مهر ماه ۱۳۹۶ به عضویت شورای پروانه ساخت فیلم‌های سینمایی وزارت فرهنگ و ارشاد اسلامی درآمد.در اسفند ۱۳۹۶ به فهرست هیئت امنای بنیاد آفرینش‌های هنری نیاوران درآمد
همچنین در فروردین ۱۳۹۷ به عنوان عضو کمیته برنامه‌ریزی علم و فن آوری آستان قدس رضوی و به دبیری علمی همایش هنر و معماری اعتاب مقدسه در دوران معاصر انتخاب شد.

## فعالیت‌های ادبی در حوزه حافظ‌شناسی
از تیر ماه سال ۱۳۹۰ حسن بلخاری در شبکه رادیویی فرهنگ، سری برنامه‌های رادیویی‌ای با موضوع شرح و توضیح و تفسیر غزلیات خواجه حافظ را شروع کرد. این برنامه با نام «تا به خلوتگه خورشید»، همه روزه از ساعت ۱۳:۳۰ تا ۱۴ پخش می‌شده‌است.
از دیگر فعالیت‌های او، می‌توان به مجموعه جلسات حافظ‌شناسی در شهر کتاب اشاره کرد که در هر جلسه، روی یک بیت از ابیات غزلیات خواجه حافظ متمرکز شده و برای حاضران از ارتباط آن با سایر آثار خواجه حافظ و همچنین با سایر آثار ادب کلاسیک ایران زمین سخنانی گفته می‌شود.

## آثار منتشرشده
- اسرار مکنون یک گل (تأملی در مبانی حکمی نیلوفر مقدس در آیین هنر و معماری شرق). تألیف، انتشارات فرهنگستان هنر و حسن‌افرا، ۱۳۸۸.[۲۶]
- اندیشه و اعتقادات احمد امین (روشنفکر مسلمان معاصر). تألیف، نشر حسن‌افرا، ۱۳۸۰.[۲۷]
- آشنایی با فلسفه هنر. تألیف، نشر سوره مهر، ۱۳۸۹.[۲۸][۲۹]
- اورنگ (مجموعه مقالات دربارهٔ مبانی نظری هنر). تألیف، نشر سوره مهر، ۱۳۸۸.[۳۰]
- بطن متن (قرآن، تاویل و هرمنوتیک). تألیف، نشر حسن‌افرا، ۱۳۷۸.[۳۱]
- تجلی نور و رنگ در هنر ایرانی-اسلامی. تألیف، نشر سوره مهر، ۱۳۸۴.[۳۲]
- تهاجم یا تفاوت فرهنگی. تألیف، نشر حسن‌افرا، ۱۳۷۸.[۳۳]
- جامعه‌شناسی اخلاقی هنر. تألیف، چاپ دفتر نشر سوره‌مهر، ۱۳۹۴.[۳۴]
- حکمةالانوار رضوی، تألیف، انتشارات انجمن آثار و مفاخر فرهنگی 1399.
- حکمت هنر و زیبایی (مجموعه مقالات). تألیف، چاپ دفتر نشر فرهنگ اسلامی، ۱۳۸۷.[۳۵]
- حکمت هنر هند (به سفارش مرکز هنرهای تجسمی). تألیف، نشر سوره مهر، ۱۳۹۳.[۳۶]
- در انتظار نور. تألیف، نشر حسن‌افرا، ۱۳۸۱.[۳۷]
- خیال و ذوق و زیبایی در آرای امام محمد غزالی، تألیف، انتشارات فرهنگستان هنر 1399.
- در باب زیبایی، زیبایی‌شناسی در حکمت اسلامی و فلسفه غربی، تألیف انتشارات دانشگاه تهران ۱۳۹۶.[۳۸]
- در باب نظریه محاکات (نظریه هنر در فلسفه یونانی و حکمت اسلامی). تألیف، نشر هرمس، ۱۳۹۱.[۳۹]
- در دایره معنا (شرح آیات معنوی در ابیات مثنوی). تألیف، نشر حسن‌افرا، ۱۳۸۱.[۴۰]
- دیده و ایده (جایگاه مذهب و ارزش‌ها در فیلم‌های سینمایی). ترجمه، چاپ بنیاد سینمایی فارابی، ۱۳۸۵.[۴۱]
- رخداد و تحلیل. تألیف، نشر حسن‌افرا، ۱۳۸۱.[۴۲]
- زیبایی‌شناسی در آرای ابن هیثم و کمال‌الدین فارسی. تألیف، نشر دانشگاه شهید باهنر کرمان، ۱۳۹۴.[۴۳]
- سرگذشت هنر در تمدن اسلامی (موسیقی و معماری). تألیف، نشر سوره مهر، ۱۳۸۸.[۴۴]
- عکس مه‌رویان، خیال عارفان (مفهوم‌شناسی خیال در آرای مولانا). تألیف، انتشارات فرهنگستان هنر و مؤسسه پژوهشی حکمت و فلسفه ایران، ۱۳۸۷.[۴۵]
- فلسفه هنر اسلامی (مجموعه مقالات). تألیف، انتشارات علمی و فرهنگی، ۱۳۹۰.[۴۶]
- فلسفه، هندسه و معماری، تألیف، انتشارات دانشگاه تهران ،۱۳۹۵[۴۷]
- فن تحلیل سیاسی. تألیف، نشر حسن‌افرا، ۱۳۷۹.[۴۸]
- قدر، نظریه بنیادی هنر، معماری و زیبایی در تمدن اسلامی. تألیف، نشر سوره‌مهر، ۱۳۹۴.[۴۹]* مبانی عرفانی هنر و معماری اسلامی - دفتر اول: وحدت وجود و وحدت شهود/دفتر دوم: کیمیای خیال. تألیف، نشر سوره مهر، ۱۳۸۸.[۵۰]
- معنا و مفهوم زیبایی در المناظر و تنقیح‌المناظر. تألیف، نشر فرهنگستان هنر، ۱۳۸۷.[۵۱]
- نظریه تجلی در باب شمایل گریزی هنر اسلامی. تألیف، نشر دفتر نشر فرهنگ اسلامی، ۱۳۹۴.[۵۲]
- وحدت وجود در اندیشه حکمای اسلامی. تألیف، نشر حسن‌افرا، ۱۳۸۳.[۵۳]
- وحدت وجود در فلسفه غرب و شرق (هندوئیزم). تألیف، نشر حسن‌افرا، ۱۳۸۳.[۵۴]
- هندسه خیال و زیبایی (پژوهشی در آرای اخوان‌الصفا، دربارهٔ حکمت هنر و زیبایی). تألیف، نشر فرهنگستان هنر، ۱۳۸۸.[۵۵]